# Епархия Призрена и Приштины
Епархия Призрена и Приштины (лат. Dioecesis Prisrianensis) — епархия Римско-Католической церкви с центром в городе Призрен (Косово). Епархия подчиняется непосредственно Святому Престолу. Кафедральным собором
епархии является церковь Пресвятой Девы Марии Неустанной Помощи в Призрене. В Приштине находится сокафедральный собор святой Терезы Калькутской. 

## История
Епархия Призрена была образована в V веке. Известно, что в VI веке среди епископов Илирии был епископ Призренский Павел. После вторжения варваров епархия прекратила своё существование. В 1020 году епископ Призрена упоминается как викарный епископ епархии Охриды.
В 1618 году Римский папа Павел V учредил епархию Призрена. С 1622 года епархия Призрена находилась в управлении Конгрегации пропаганды веры.
2 октября 1969 года епархия Призрена была объединена с епархией Скопье и стала называться епархией Скопье-Призрена.
24 мая 2000 года Святой Престол, разделив епархию Скопье-Призрена, учредил отдельную Апостольскую администратуру Призрена.
5 сентября 2018 года Апостольская администратура Призрена была преобразована в епархию Призрена и Приштины.

## Ординарии
- епископ Марко Сопи (24.05.2000 — 11.01.2006);
- епископ Дода Герги (12.01.2006 — по настоящее время).

## Источник
- Annuario Pontificio, Libreria Editrice Vaticana, Città del Vaticano, 2007.